# وودبریج، نیوجرسی
وودبریج (به انگلیسی: Woodbridge Township) شهری در ایالت نیوجرسی کشور ایالات متحده آمریکا است که جمعیت آن در سرشماری سال ۲۰۱۰ میلادی، ۹۹٬۵۸۵ نفر بوده‌است.